# Антиблокувальна система

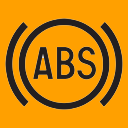
Графічний символ для означення антиблокувальної системи

Антиблокува́льна систе́ма (АБС) (нім. Antiblockiersystem, англ. anti-lock braking system, ABS) — система активної безпеки, що запобігає блокуванню коліс транспортного засобу при гальмуванні. Основне призначення системи — забезпечення оптимальної гальмівної ефективності (мінімального гальмівного шляху) при збереженні стійкості і керованості автомобіля.
На сьогоднішній час АБС, як правило, є складною електронною системою гальмування, яка може бути основою антибуксувальної системи, системи електронного контролю стійкості, а також системи допомоги при екстреному гальмуванні.
АБС встановлюється на легкових і вантажних автомобілях, мотоциклах, причепах, а також на колісному шасі літаків. Автори журналу «За кермом» вважають, що станом на 2008 рік антиблокувальна система встановлювалася на 75 % випущених автомобілів.

## Історія

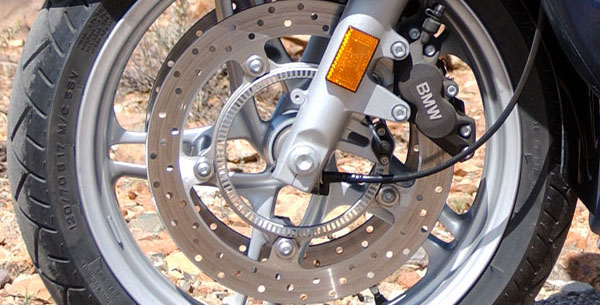
ABS на мотоциклі BMW

Вперше розробки в області гальмівних систем почалися в 1920-і роки, перші АБС призначалися для встановлення на шасі літаків. Перші продукти були створені французькою компанією Avions Voisin-виробником автомобілів і авіатехніки.
У ті часи на більшості автомобілів були механічні гальма з тросовим приводом і вимагали від водія значної фізичної сили, іншими словами, доводилося сильно тиснути на педаль гальма, викликаючи тим самим блокування коліс, що, в свою чергу, негативно позначалося на керованості автомобіля. Пізніше з'явилися гідравлічні гальма з вакуумним підсилювачем, але і ця система не вирішувала проблеми блокування коліс.
Першу по-справжньому працездатну АБС винайшли німці. Крім Bosch, з 1964 року роботу над створенням АБС розпочала компанія Teldix GmbH. Її інженер Гейнц Лібер розробив фундаментальні основи майбутньої АБС. Пізніше він очолив відділ електрики та електроніки концерну Daimler-Benz і
в 1970 році Daimler-Benz урочисто оголосив про створення перших працездатних АБС. Система під назвою «ABS 2» складалася з електронного контролера, датчиків швидкості, встановлених на кожному колесі, і двох чи більше гідравлічних клапанів в гальмівному контурі. Система працювала від даних про різницю швидкостей обертання різних коліс: якщо вони оберталися з різною швидкістю, то контролер, дозуючи гальмівне зусилля, вирівнював швидкість обертання. Після цього система давала можливість збільшити гальмівне зусилля.
Комплексні випробування цієї системи виявили один істотний недолік — ненадійність електронних компонентів. За пропозицією Daimler-Benz до проекту були залучені інженери Bosch, які працювали незалежно від Лібера і здобули величезний досвід в області автомобільної електроніки.
Таким чином для роботи зі створення серійної антиблокувальної системи об'єдналися вдалі ідеї Лібера і величезний досвід інженерів Bosch в сфері розробки і виробництва цифрових електронних компонентів. У середині 1970-х років АБС почали встановлювати опціонально (за бажанням клієнта і за додаткову плату) на автомобілі представницького класу, а з 1978 року штатно на двох німецьких автомобілях — Mercedes Benz W116 (S-клас) і BMW 7-ї серії. З липня 2004 року кожен новий автомобіль, який продається у країнах Євросоюзу, обладнаний АБС в стандартній комплектації.

## Принцип дії АБС
При русі транспортного засобу пляма контакту його коліс знаходиться в нерухомому стані щодо дорожнього покриття, тобто на колесо діє сила тертя спокою. Оскільки ця сила більша, ніж сила тертя ковзання, уповільнення при обертанні коліс зі швидкістю, що відповідає швидкості руху транспортного засобу, буде ефективніше, ніж уповільнення при проковзуванні коліс щодо дорожнього покриття. Крім того, транспортний засіб, одне або кілька коліс якого знаходяться в ковзанні, втрачає керування. Спрощено кажучи, система запобігає блокуванню коліс, що позитивно позначається на стійкості і керованості транспортного засобу в режимі гальмування.

## Облаштування системи
АБС складається з наступних основних компонентів:
- датчики швидкості або прискорення (уповільнення), встановлені на маточинах коліс транспортного засобу;
- керуючі клапани, які є елементами модулятора тиску, встановлені в магістралі основної гальмівної системи;
- блок керування

Блок керування отримує сигнал від датчиків і керує роботою клапанів. Після початку гальмування АБС починає постійне і досить точне визначення швидкості обертання кожного колеса. У разі, якщо одна або декілька або навіть всі колеса почнуть сповільнювати швидкість свого обертання
швидше розрахункової максимальної швидкості уповільнення автомобіля (розраховується конкретно для кожної моделі на стадії розробки і коректується при випробуванні на покритті з максимальним коефіцієнтом тертя) і враховуючи свідчення акселерометрів, то система віддає команду модулятору тиску в гальмівній магістралі, який обмежує гальмівне зусилля на цих колесах. Потім, як тільки обертання колеса збіжиться з реальною швидкістю руху (відновиться сила тертя спокою), гальмівне зусилля відновлюється.
Цей процес повторюється кілька разів (або декілька десятків разів) в секунду, у 2008 році, на думку експертів «За кермом» середня АБС спрацьовувала 20 разів на секунду. Як правило, робота системи призводить до помітної пульсації гальмівної педалі і зазвичай саме за цією ознакою водій може визначити момент спрацьовування АБС.
Гальмівне зусилля може обмежуватися як у всій гальмівній системі одночасно (одноканальна АБС), так і в гальмівній системі борту (двоканальна АБС) або навіть окремого колеса (багатоканальна АБС). Одноканальні системи забезпечують досить ефективне уповільнення, але тільки в тому випадку, якщо умови зчеплення всіх коліс більш-менш однакові. Багатоканальні системи дорожчі і складніші одноканальних, але мають більшу ефективність при гальмуванні на неоднорідних покриттях, якщо, наприклад, при гальмуванні одне або декілька коліс потрапили на лід, вологу ділянку дороги або узбіччя.
У сучасні АБС входить система самодіагностики, яка контролює роботу всіх компонентів системи за їх фізичними параметрами. Система самодіагностики запалює лампу несправності АБС на приладовій панелі і записує відповідний код несправності в пам'ять блоку управління. Після визначення несправності даний компонент виключається з роботи системи, або вся система перестає працювати, а гальмівна система продовжує працювати.
У сучасних автомобілях поступово набувають поширення електричні гальмівні механізми, що діють незалежно на кожному колесі. У цьому випадку АБС існує, в основному, як один з алгоритмів керуючого блоку такої гальмівної системи і не робить ніякого впливу на педаль або рукоятку гальма.

## Ефективність роботи АБС
Наявність АБС дозволяє досягти більш короткого гальмівного шляху, ніж при її відсутності. Крім того, АБС дозволяє водієві зберігати контроль над транспортним засобом під час екстреного гальмування, тобто зберігається можливість здійснення досить різких маневрів безпосередньо в
процесі гальмування. Поєднання двох цих факторів робить АБС дуже суттєвим плюсом у забезпеченні активної безпеки транспортних засобів.
Досвідчений водій може ефективно гальмувати і без використання АБС, контролюючи момент зриву коліс самостійно (найбільш часто такий прийом гальмування використовується мотоциклістами) і послаблюючи зусилля гальмування на межі блокування (гальмування при цьому виходить переривчастим). Ефективність такого гальмування може бути порівнянна з гальмуванням при використанні одноканальної АБС. Багатоканальні системи в будь-якому випадку мають перевагу в тому, що вони можуть контролювати гальмівне зусилля на кожному окремому колесі, що дає не тільки ефективне уповільнення, але і стабільність поведінки транспортного засобу в складних умовах нерівномірного зчеплення коліс з поверхнею дороги.
Для недосвідченого водія наявність АБС краще в будь-якому випадку, оскільки дозволяє екстрено гальмувати інтуїтивно зрозумілим способом, просто прикладаючи максимальне зусилля до гальмівної педалі або рукоятки і зберігаючи при цьому можливість маневру.
У деяких умовах робота АБС може привести до збільшення гальмівного шляху. Наприклад, при використання автомобільних шин з недостатнім
зчепленням з дорогою (наприклад, при їзді взимку на літніх шинах). Також на пухких поверхнях, таких, як глибокий сніг, пісок або гравій, заблоковані при гальмуванні колеса починають зариватися в поверхню, що дає додаткове уповільнення. Незаблоковані колеса гальмують в цих умовах істотно повільніше. Для того, щоб можна було ефективно гальмувати в таких умовах, АБС на деяких моделях автомобілів роблять контролюючою. Крім того, деякі типи АБС мають спеціальний алгоритм гальмування для пухкої поверхні, що призводить до численних короткочасних блокувань коліс. Така техніка гальмування дозволяє досягти ефективного уповільнення без втрати керованості, як при повному блокуванні.

## Система допомоги при екстреному гальмуванні
Технологія «Brake Assist» вперше з'явилася на споживчому ринку в 1994 році на Audi A6 C4. Слідом за Audi незабаром пішли такі компанії, як Volkswagen, Mercedes, Acura, Infiniti, BMW, Citroen, Rolls-Royce, Land Rover і Volvo з власними розробками Brake Assist.
Brake Assist — це система, яка допомагає водієві при гальмуванні. Як показали дослідження, чимала частина водіїв в екстреній ситуації або не натискають на педаль гальма повністю, або в якийсь момент відпускають її. Через це гальмівний шлях виходить більше, ніж міг бути при
повністю натиснутій педалі. Brake Assist виявляє екстрене гальмування, доводить тиск в гальмівній системі до максимуму і утримує його таким до повної зупинки автомобіля.
Електроніка, яка контролює роботу Brake Assist, пов'язана з гальмівною системою і розрізняє екстрене гальмування від, наприклад, зупинки
на світлофорі. Припустимо, на дорогу несподівано вибігла дитина. Ви інстинктивно тиснете на педаль гальма, контролер системи моментально обчислює швидкість і силу натиснення на педаль і визначає ступінь небезпеки ситуації. Тобто система враховує по суті три основні параметри:
- (а) Поточну швидкість автомобіля;
- (б) Швидкість натискання педалі;
- (в) Силу (глибину) натискання педалі гальма.

Існують і чисто гідравлічні системи допомоги при екстреному гальмуванні, які підвищують тиск в приводі гальм до максимального, якщо швидкість натискань на педаль гальма перевищує порогове значення. Поява Brake Assist стало можливим тільки після появи АБС. Оскільки система екстреного гальмування завжди збільшує гальмівну силу до максимальної, в умовах недостатнього зчеплення з дорогою можливе блокування коліс і ковзання автомобіля, АБС запобігає це.
Крім власних розробок Mercedes-Benz, таких, як регулятор відстані Distronic Plus, контролюючий необхідну дистанцію до  автомобіля, що йде попереду, існують й інші види Brake Assist. Компанія Volvo придумала «систему безпеки в місті» (City Safety system), яка працює при швидкості автомобіля до 50 км/год. «Симбіоз» навігатора і Brake Assist пропонує Toyota, при якому система активується в разі екстреного гальмування на світлофорі.